# Васильченко Галина Іванівна
Галина Іванівна Васильченко (нар. 24 жовтня 1983, Львівська область) — українська політична та громадська діячка. Народна депутатка України 9-го скликання. Членкиня Комітету Верховної Ради з питань фінансів, податкової та митної політики.

## Життєпис

### Освіта
У 2001 році вивчала англійську мову в «Premier London College».
У 2005 році закінчила факультет міжнародних відносин Львівського національного університету імені Івана Франка. Спеціальність «міжнародні економічні відносини», магістр.
У 2008 році закінчила юридичний факультет Львівського національного університету імені Івана Франка.
Протягом 2014—2019 рр. завершила низку програм у Львівській бізнес-школі УКУ (Good governance, Innovations across borders, Good governance for good leaders) та програму «Управління проєктами» в Інституті лідерства та управління УКУ.
У 2015 році закінчила Вищу політичну школу Центру «Ейдос».
У 2023 році завершила програму pre-MBA "Бізнес-аналіз" у Бізнес-школі МІМ.
У 2024 році закінчила Українську школу політичних студій.

### Кар'єра
З 2002 року по 2007 рік працювала спеціалісткою міжнародних економічних відносин у приватному секторі.
Протягом 2007—2017 рр. працювала в управлінні інвестицій Львівської міської ради, де пройшла шлях від головної спеціалістки до начальниці відділу інвестицій.
Після того працювала заступницею директора на приватному підприємстві. 

### Громадська та політична діяльність
У 2015 році від Української Галицької партії балотувалася до Львівської міської ради 7-го скликання.
З 2014 р. по 2019 р. була активною членкинею двох громадських організацій «Кращий Сихів» та «Інститут міжнародних економічних досліджень». Авторка 2-х проєктів-переможців Громадського бюджету 2016 та 2018 років у Львові.
З 2017 р. по 2019 р. — очолювала Економічну експертну групу Української Галицької партії, де разом з командою розробили низку проєктів та ініціатив у сфері бюджетно-фінансової децентралізації, теплопостачання, розвитку МСП, транспорту, енергоефективності, податкової системи, поводження з ТПВ та ринку землі.
У 2017 р. видала практичний посібник «Як започаткувати власну справу». 
Протягом 2018—2019 рр. була Головою Львівської міської організації Української Галицької партії, де розвивала осередок.
У 2019 році перемогла у 118-му виборчому окрузі (частина Личаківського, частина Шевченківського районів м. Львова, Пустомитівський район) на парламентських виборах від партії «Голос».
Членкиня Комітету Верховної Ради України з питань фінансів, податкової та митної політики.
Заступниця співголови групи з міжпарламентських зв'язків з Сполученими Штатами Америки, Фінляндською Республікою та Республікою Гана.
Членкиня групи з міжпарламентських зв'язків з Канадою, Австралією, Королівством Швеція, з Сполученим Королівством Великої Британії та Північної Ірландії, Федеративною Республікою Бразилія.
Співголова Міжфракційного об'єднання Львівщина, в яке об'єднались народні депутати зі Львівської області з метою сприяння розвитку регіону.
Членкиня Міжфракційних об'єднань «Кримська платформа», «За ФОПів», «Турбаза», «Економіка NOW».

### Волонтерська діяльність
З початку повномасштабного вторгнення активно займається волонтерською діяльністю, надаючи допомогу Силам оборони України. Із 2022 року є співкоординаторкою Центру готовності цивільних у Львові — проєкту Благодійного фонду Сергія Притули, мета якого навчити цивільне населення базовій військовій та безпековій підготовці. Протягом двох з половиною років команда Центру провела близько 300 тренінгів, а навчання пройшли понад 5, 5 тис людей.

## Ключові результати роботи у Верховній Раді України

### Для бізнесу:
- 16 січня 2020 року було прийнято поправку Галини Васильченко[5], яка передбачала підвищення лімітів для ФОПів І-ІІІ групи до 1 млн, 5 млн, 7 млн грн відповідно;
- ліквідувала подвійну сплату ЄСВ для ФОПІв-сумісників;
- у 2020 році домоглась надання можливості місцевій владі зменшувати податки для підприємців;
- у 2023 році відстояла мораторій на перевірки для підприємців до кінця воєнного стану.

### Для громад:
- у 2019 році та 2020 році відстояла збереження акцизу з продажу пального для громад. Зокрема, на 2021 рік, завдяки чому на місцях вдалось зберегти 7,5 млрд грн;
- 2 грудня 2020 року парламент ухвалив законопроєкт №3118[6] авторства Васильченко щодо недопущення перереєстрації комунальних установ, завдяки якому громади не втрачатимуть мільйони податків, які їм по праву належать;
- у 2020 році домоглась надання можливості місцевій владі зменшувати податки для підприємців;
- відстояла право на створення Сокільницької та Оброшинської ОТГ, а також збереження Мурованської та Підберізцівської ОТГ, що знаходяться у Львівській області;
- у 2021 році відстояла +4% податку на доходи фізичних осіб (замість 60% - 64%) для місцевих бюджетів.

### Для волонтерського середовища:
- протягом 2022-2024 років полегшила роботу волонтерів шляхом законопроєктів, які впроваджували митні та податкові пільги при ввезенні засобів оборони;
- у 2024 році парламент ухвалив правку Васильченко, яка звільняє від податку 19,5% благодійну допомогу, яка передається всім військовослужбовцям (раніше це поширювалась лише на тих, хто має статус УБД);
- у 2025 році Верховна Рада за ініціативи Васильченко підтримала норму в законопроєкті №12328-д, яка звільняє від оподаткування натуральну допомогу.

### Інші важливі перемоги:
- у 2024 році відстояли заборону московського патріархату на законодавчому рівні;
- у 2022 році Верховна Рала ухвалила постанову авторства Васильченко до ЮНЕСКО щодо виключення Росії з організації.
- у 2024 році ухвалили закон, який посилює контроль над гральним бізнесом

## Особисте життя
Одружена, виховує двох дітей.